# EUREKAプロメテウス計画
EUREKAプロメテウス計画（英語: The EUREKA Prometheus Project、PROgraMme for a European Traffic of Highest Efficiency and Unprecedented Safety、1987-1995、欧州における最高度の効率性と前例のない安全性を持つ交通のためのプログラム）とは欧州にて1987年から1995年まで実施された、交通効率ならびに安全性向上を目的とした無人自動車分野におけるかつてない大規模な研究開発プロジェクトである。今日まで欧州委員会により10億ドル以上の資金が投入され、自律型自動車＝自動運転車（autonomous cars）の実用化が視野に入った。多数の大学や自動車製造企業がこの汎欧州的計画に参加している。
プロメテウスは無人自動車分野の先駆者であるエルンスト・ディックマンズが1980年代にミュンヘン連邦軍大学の彼のチームを率いダイムラー・ベンツと共同で無人自動車の開発を始めた事から始まった。プロジェクト最初の全盛期に到達したのは1994年であり、1組の無人自動車、VaMPとVITA-2がパリにある複線の高速道路を130 km/h以上の速度を保ち、いつも通り激しい交通量でありながらも、1,000km以上駆け抜けることに成功した。双方の車両は他車両が通行していない道路での自律走行、続いてコンボイ走行、他車両の自動追従、他車両の自律的追い越し運転において車線変更を行うなどの実地検証を行った。
次のプロジェクトの最盛期は、1995年であり、ディックマンズが自律走行可能なように改造したメルセデス・ベンツ・Sクラスを用いてバイエルン州ミュンヘンからデンマークのコペンハーゲンまでの往復1000マイルを走破した。この自動車には、リアルタイムでの応答性を保持するため断続性運動型コンピュータ視覚技術ならびにトランスピュータが利用されている。この無人自動車はドイツのアウトバーン上で175 km/h以上の速度に到達した。この間人間が操作に介在したのは距離にして9 kmだった。走行中他車両を追い抜くこともできた。もとより同車は長距離の走行に信頼性を置いていない研究システムであったにもかかわらず、同車は人手を介することなく158 km以上の速度で走行した。
プロメテウス計画達成の報はその他多くの無人自動車の業績の基礎となっている。

## 参加者
- エルンスト・ディックマンズ（英語版） - ミュンヘン連邦軍大学
- ダイムラー・ベンツ
- 他多数